# Libéma Open 2019 - Qualificazioni singolare maschile
Le qualificazioni del singolare maschile del Libéma Open 2019 sono state un torneo di tennis preliminare per accedere alla fase finale della manifestazione. I vincitori dell'ultimo turno sono entrati di diritto nel tabellone principale. In caso di ritiro di uno o più giocatori aventi diritto a questi sono subentrati i lucky loser, ossia i giocatori che hanno perso nell'ultimo turno ma che avevano una classifica più alta rispetto agli altri partecipanti che avevano comunque perso nel turno finale.

## Teste di serie
1. Bradley Klahn (primo turno)
2. Thomas Fabbiano (ultimo turno, Lucky loser)
3. Jason Jung (primo turno)
4. Alex Bolt (primo turno)

1. Tommy Paul (qualificato)
2. Alejandro Davidovich Fokina (qualificato)
3. Lukáš Lacko (primo turno)
4. Salvatore Caruso (qualificato)

## Qualificati
1. Alejandro Davidovich Fokina
2. Jannik Sinner

1. Salvatore Caruso
2. Tommy Paul

### Lucky loser
1. Thomas Fabbiano

## Tabellone

### Legenda
| - Q = Qualificato - WC = Wild card - LL = Lucky loser | - ALT = Alternate - SE = Special Exempt - PR = Protected Ranking | - w/o = Walkover - r = Ritirato - d = Squalificato |

### Sezione 1
|  | Primo turno | Primo turno                 | Primo turno                 | Primo turno | Primo turno |  |  | Ultimo turno | Ultimo turno                | Ultimo turno                | Ultimo turno | Ultimo turno |  |
|  |             |                             |                             |             |             |  |  |              |                             |                             |              |              |  |
|  | 1           | Bradley Klahn               | 6                           | 4           | 2           |  |  |              |                             |                             |              |              |  |
|  |             | Andrea Arnaboldi            | 4                           | 6           | 6           |  |  |              | Andrea Arnaboldi            | Andrea Arnaboldi            | 65           | 5            |  |
|  | WC          | Nicolas Mahut               | Nicolas Mahut               | 2           | 4           |  |  | 6            | Alejandro Davidovich Fokina | Alejandro Davidovich Fokina | 7            | 7            |  |
|  | 6           | Alejandro Davidovich Fokina | Alejandro Davidovich Fokina | 6           | 6           |  |  |              |                             |                             |              |              |  |

### Sezione 2
|  | Primo turno | Primo turno     | Primo turno | Primo turno | Primo turno |  |  | Ultimo turno | Ultimo turno    | Ultimo turno    | Ultimo turno | Ultimo turno |  |
|  |             |                 |             |             |             |  |  |              |                 |                 |              |              |  |
|  | 2           | Thomas Fabbiano | 4           | 6           | 6           |  |  |              |                 |                 |              |              |  |
|  | WC          | Emil Ruusuvuori | 6           | 3           | 1           |  |  | 2            | Thomas Fabbiano | Thomas Fabbiano | 4            | 2            |  |
|  | Alt         | Jannik Sinner   | 6           | 7           | 6           |  |  | Alt          | Jannik Sinner   | Jannik Sinner   | 6            | 6            |  |
|  | 7           | Lukáš Lacko     | 7           | 65          | 2           |  |  |              |                 |                 |              |              |  |

### Sezione 3
|  | Primo turno | Primo turno      | Primo turno      | Primo turno | Primo turno |  |  | Ultimo turno | Ultimo turno     | Ultimo turno | Ultimo turno | Ultimo turno |  |
|  |             |                  |                  |             |             |  |  |              |                  |              |              |              |  |
|  | 3           | Jason Jung       | 2                | 7           | 2           |  |  |              |                  |              |              |              |  |
|  |             | Marcos Giron     | 6                | 5           | 6           |  |  |              | Marcos Giron     | 3            | 6            | 3            |  |
|  |             | Filip Horanský   | Filip Horanský   | 3           | 2           |  |  | 8            | Salvatore Caruso | 6            | 3            | 6            |  |
|  | 8           | Salvatore Caruso | Salvatore Caruso | 6           | 6           |  |  |              |                  |              |              |              |  |

### Sezione 4
|  | Primo turno | Primo turno    | Primo turno    | Primo turno | Primo turno |  |  | Ultimo turno | Ultimo turno  | Ultimo turno  | Ultimo turno | Ultimo turno |  |
|  |             |                |                |             |             |  |  |              |               |               |              |              |  |
|  | 4           | Alex Bolt      | Alex Bolt      | 4           | 2           |  |  |              |               |               |              |              |  |
|  |             | Daniel Brands  | Daniel Brands  | 6           | 6           |  |  |              | Daniel Brands | Daniel Brands | 5            | 4            |  |
|  |             | Egor Gerasimov | Egor Gerasimov | 4           | 3           |  |  | 5            | Tommy Paul    | Tommy Paul    | 7            | 6            |  |
|  | 5           | Tommy Paul     | Tommy Paul     | 6           | 6           |  |  |              |               |               |              |              |  |